# Jan Kanty Lorek
Jan Kanty Lorek (* 20. Oktober 1886 in Blazejowice, Kreis Neustadt O.S., Provinz Schlesien; † 4. Januar 1967 in Sandomierz, Polen) war Bischof von Sandomierz.

## Leben
Geboren in Blaschewitz, Oberschlesien als Sohn von Jan Lorek und Albina geb. Korków, trat er nach dem Schulabschluss in die Kongregation der Missionare vom heiligen Vinzenz von Paul CM in Krakau ein. Nach dem Abitur studierte er Philosophie und Theologie und wurde am 2. Juli 1911 in der Wawel-Kathedrale von Weihbischof Anatol Novak zum Ordenspriester geweiht. Von 1912 bis 1916 war er Direktor des Instituts für die Waisenkinder, dann wurde er zum Militärdienst eingezogen. Nach dem Ersten Weltkrieg war er als Gebietsmissionar in der Pfarrmission tätig, danach wurde er Provinzial des Ordenshauses in Krakau.
Am 26. April 1936 ernannte ihn Papst Pius XI. zum Weihbischof in Sandomierz und gleichzeitig zum Titularbischof von Modra. Die Bischofsweihe spendete ihm am 7. Juni 1936 in der Kirche des Heiligen Kreuzes in Warschau Kardinal Aleksander Kakowski, der Erzbischof von Warschau; Mitkonsekratoren waren Erzbischof Stanisław Gall, Weihbischof im Erzbistum Warschau, und der polnische Militärbischof Józef Gawlina. Noch im gleichen Jahr ernannte ihn der Papst zum Apostolischen Administrator der Diözese Sandomierz. Die offizielle Bischofsernennung erfolgte am 12. März 1946. 
Er starb im 81. Lebensjahr, nach 56 Priesterjahren und 31 Jahren im Bischofsamt. Seine letzte Ruhestätte fand er in der Krypta der Kathedrale von Sandomierz.